# Società Minutoli Millo & Cia
Die Società Minutoli Millo & Cia war ein italienischer Hersteller von Automobilen.

## Unternehmensgeschichte
Vittorio Millo fertigte bereits 1896 ein Automobil, und 1902 das nächste. 1902 gründete er zusammen mit Alessandro Minutoli in Lucca das Unternehmen zur Produktion von Automobilen. Der Markenname lautete Minutoli-Lucca. Als Vittorio Millo 1903 starb, endete die Produktion nach nur wenigen hergestellten Exemplaren.

## Fahrzeuge
Das Fahrzeug von 1896 war ein Dreirad. 1902 folgte das Modell 8 HP. Hier sorgte ein Vierzylindermotor, der aus zwei Zylinderblöcken bestand, mit 2413 cm³ Hubraum für den Antrieb. Das Fahrzeug verfügte über eine Magnetzündung. Die Motorleistung wurde mittels einer Kardanwelle an die Hinterräder übertragen. Die Karosserieform Tonneau bot Platz für vier Personen.
Ein Fahrzeug dieser Marke ist erhalten geblieben und soll zur Sammlung des Automobilmuseums von Turin gehören.